# Tel Adami
Tel Adami (hebreiska: תל אדמי) är en kulle i Israel.   Den ligger i distriktet Norra distriktet, i den norra delen av landet. Toppen på Tel Adami är 126 meter över havet.
Terrängen runt Tel Adami är kuperad, och sluttar österut. Runt Tel Adami är det tätbefolkat, med 982 invånare per kvadratkilometer. Närmaste större samhälle är Tiberias, 8,1 km nordost om Tel Adami. Trakten runt Tel Adami består till största delen av jordbruksmark.